# Engina cumingiana
Engina cumingiana is een slakkensoort uit de familie van de Buccinidae. De wetenschappelijke naam van de soort is voor het eerst geldig gepubliceerd in 1895 door Melvill.